# Forua
Forua város Spanyolországban,  Bizkaia tartományban. Forua Gernika-Lumo, Errigoiti, Murueta, Gautegiz Arteaga és Kortezubi községekkel határos. Lakosainak száma 949 fő (2024).

## Népesség
A település népessége az utóbbi években az alábbiak szerint változott:
| Lakosok száma | 991  | 1010 | 965  | 1016 | 969  | 956  | 938  | 920  | 910  | 949  |
|               | 2001 | 2004 | 2007 | 2009 | 2012 | 2014 | 2017 | 2019 | 2022 | 2024 |